# Meroes Dimacísio
Meroes Dimacísio (em grego: Μερόης; romaniz.: Meróēs; em armênio: Միհնու; romaniz.: Mehru) foi um nobre armênio (nacarar) do século VI, membro da família Dimacísio, ativo durante o reinado do xainxá Cosroes II (r. 590–628).

## Nome
Miroe é o nome Mir (Mihr) associado ao sufixo *-ōē. Mir é a forma em persa médio e parta (𐭬𐭲𐭥), armênio (միհր) e georgiano (მიჰრ) do nome do deus Mitra, cujo nome significa "Sol, amor, amizade". O sufixo, segundo Theodor Nöldeke, era empregado para formar diminutivos e formas afetivas de substantivos. Nöldeke derivou-o do iraniano antigo *-avya- e rastreou seus equivalentes no persa novo -ôê / -uya / -uye (ـویه), no grego bizantino -óēs / -ṓēs (-όης / -ώης) e no armênio -oy (-ոյ). Foi registrado em grego como Meroes (Μερόης, Meróēs), em armênio como Meru (Միհնու, Mehru) e em persa médio como Miroe (Mihrōē).

## Vida
A parentela de Meroes é incerta, exceto que pertenceu à família Dimacísio. Aparece em 601, quando servia o marzobã Simbácio IV. Segundo Sebeos, foi nomeado comandante da casa de Simbácio, que o considerada um servo confiável. Na ocasião, a ele foi entregue um suposto fragmento da Vera Cruz descoberto pelo bispo José após ter uma visão. Meroes então deu o fragmento à igreja que os padres de sua casa serviam.